# Филс
Вижте пояснителната страница за други значения на Филс.
Филс (на немски: Vils) е малък град в Западна Австрия. Разположен е в окръг Ройте на провинция Тирол. Надморска височина 826 m. Има жп гара. Отстои на около 80 km северозападно от провинциалния център град Инсбрук и на 2 km южно от границата с Германия. Население 1527 жители към 1. 1. 2017 г.